# Водзиславский повет
Водзиславский повят (пол. Powiat wodzisławski) — повят (район) в Польше, входит как административная единица в Силезское воеводство. Центр повята — город Водзислав-Слёнски. Занимает площадь 286,92 км². Население — 157 892 человека (на 30 июня 2015 года).

## Административное деление
- города: Водзислав-Слёнски, Рыдултовы, Радлин, Пшув
- городские гмины: Водзислав-Слёнски, Рыдултовы, Радлин, Пшув
- сельские гмины: Гмина Годув, Гмина Гожице, Гмина Любомя, Гмина Марклёвице, Гмина Мшана

## Демография
Население повята дано на 30 июня 2015 года.
| Перепись            | Всего   | Мужчины | Женщины |
| ------------------- | ------- | ------- | ------- |
|                     | чел.    | чел.    | чел.    |
| Всего               | 157 892 | 76 807  | 81 085  |
| Городское население | 102 770 | 49 685  | 53 085  |
| Сельское население  | 55 122  | 27 122  | 28 000  |